# ناحیه بنوره
ناحیه بنوره (به عربی: دائرة بنورة) یک ناحیه در الجزایر است که در استان غردایه واقع شده‌است. ناحیه بنوره ۱٬۵۶۰ کیلومتر مربع مساحت و ۴۸٬۱۱۰ نفر جمعیت دارد.